# Linia kolejowa Leipzig – Probstzella
Linia kolejowa Leipzig – Probstzella – główna linia kolejowa w Niemczech, w krajach związkowych Saksonia, Saksonia-Anhalt i Turyngia, która została pierwotnie zbudowana i obsługiwana przez Pruskie koleje państwowe w ramach dalekobieżnego połączenia między Berlinem i Monachium. Biegnie od Lipska przez dolinę Białej Elstery, przez Zeitz, Gera, Triptis, obszar Orlasenke i Saalfeld/Saale do Probstzella. Punkt końcowy znajduje się nominalnie ma na granicy Turyngii i Bawarii w Ludwigsstadt.